# Норт Манчестер (Индијана)
Норт Манчестер (Индијана) (енгл. North Manchester) град је у америчкој савезној држави Индијана.

## Демографија
По попису из 2010. године број становника је 6.112, што је 148 (-2,4%) становника мање него 2000. године.
| Група             | 2000.         | 2010.         |
| Белци             | 5.969 (95,4%) | 5.677 (92,9%) |
| Афроамериканци    | 58 (0,9%)     | 68 (1,1%)     |
| Азијати           | 52 (0,8%)     | 47 (0,8%)     |
| Хиспаноамериканци | 109 (1,7%)    | 232 (3,8%)    |
| Укупно            | 6.260         | 6.112         |